# ゴライアストリバネアゲハ

雌

ゴライアストリバネアゲハ（Ornithoptera goliath）は、節足動物門昆虫綱チョウ目アゲハチョウ科のチョウの一種。
学名（種小名）の由来は旧約聖書の巨人ゴリアテからである。同じような名称付けの昆虫に、ゴライアスオオツノハナムグリがいる。

## 分布
ニューギニアに生息する。亜種のO. g. procusがセラム島に住む。

## 特徴

### 成虫
近縁種のアレクサンドラトリバネアゲハと共に、世界最大のチョウとして知られている。翅の長さではアレクサンドラには負けるものの、翅の面積では上回っている。雌の翅は21cmほどになるが、その翅の広さはアレクサンドラトリバネアゲハよりも巨大な印象を与える。
雄はエメラルドグリーンと黄色が混じった翅で、雌は黒と白が混じった地味な色彩である。雄は雌よりも小型だが、翅面積では同じく、アレクサンドラトリバネアゲハの雄を上回る迫力がある。高く飛び、ハイビスカスの花蜜を吸う。

### 幼虫
幼虫は黒い体色に黄色が混じった白色が混じり、体長は12cm以上にもなる。ウマノスズクサ科の植物を食べる。

## 保護
- ワシントン条約付属書II

本種を初め、トリバネチョウ属のチョウは全てワシントン条約で保護されている。
かつては本種の生態は謎であり、また希なチョウとされ、生息地の森林破壊や、密猟による悪影響を少なからず受けている。更に、トリバネチョウ科特有の幼虫の餌を巡って、枝葉を切り落とす生存競争が減少に拍車をかけていた。
しかし、本種の生態が解明され、人工的に飼育が行われ、バタフライファームと呼ばれるチョウを育てる施設で、本種は個体数を増やしつつあるとまでいわれる。そのため、数が絶滅寸前にまで減少し、滅多に見られなくなったアレクサンドラトリバネアゲハに比べ、本種が世界最大のチョウとして紹介を受けることも多くなり、見る人の眼を楽しませる巨大チョウとしても有名となった。
それでも、生息地域の森林破壊が保護問題の根底にも関わるので、生息環境の保全が求められていることはいうまでもない。